# Marie Andersson
Marie Andersson, även känd som Emma (av initialerna MA) är en svensk piratpartist, debattör och bloggare.
Sedan den 11 mars 2007 driver hon bloggen Opassande som vann Stora bloggpriset för år 2008 i kategorin Politik & Samhälle och var enligt Politometern 2010 den mest inflytelserika politikbloggen i Sverige.
2011 till november 2012 var hon informationsansvarig för Piratpartiet. I november 2014 valdes hon till Piratpartiets styrelse.
2012–2013 skrev hon för nyhetsbloggen Ajour tillsammans med bland andra Emanuel Karlsten.
Andersson arbetar som grafisk formgivare och är formgivare till Piratpartiets logga. Hon har tidigare arbetat som sättare.

## Bildgalleri

Andersson är formgivare till Piratpartiets logga
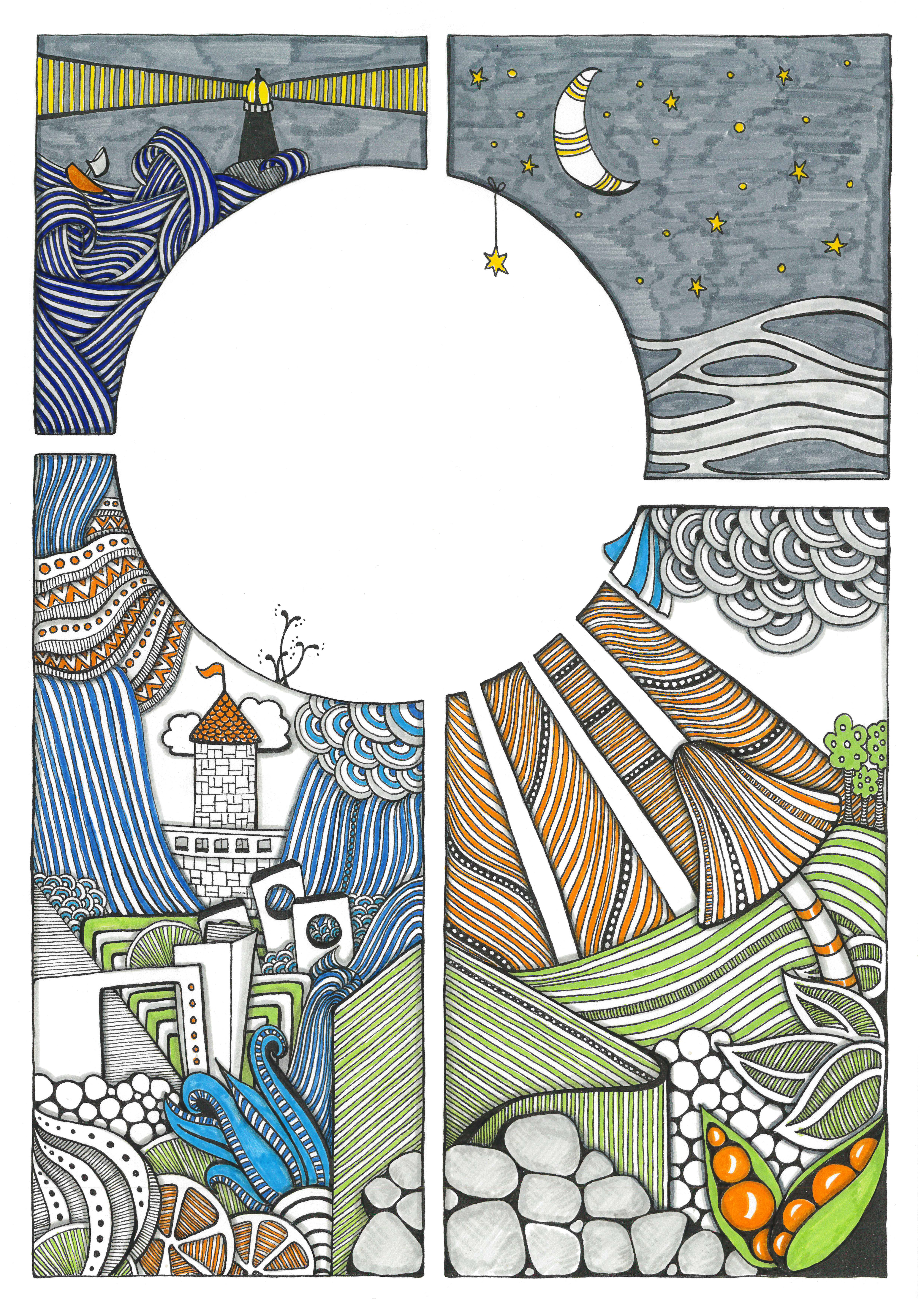
Kort med sagobokstema
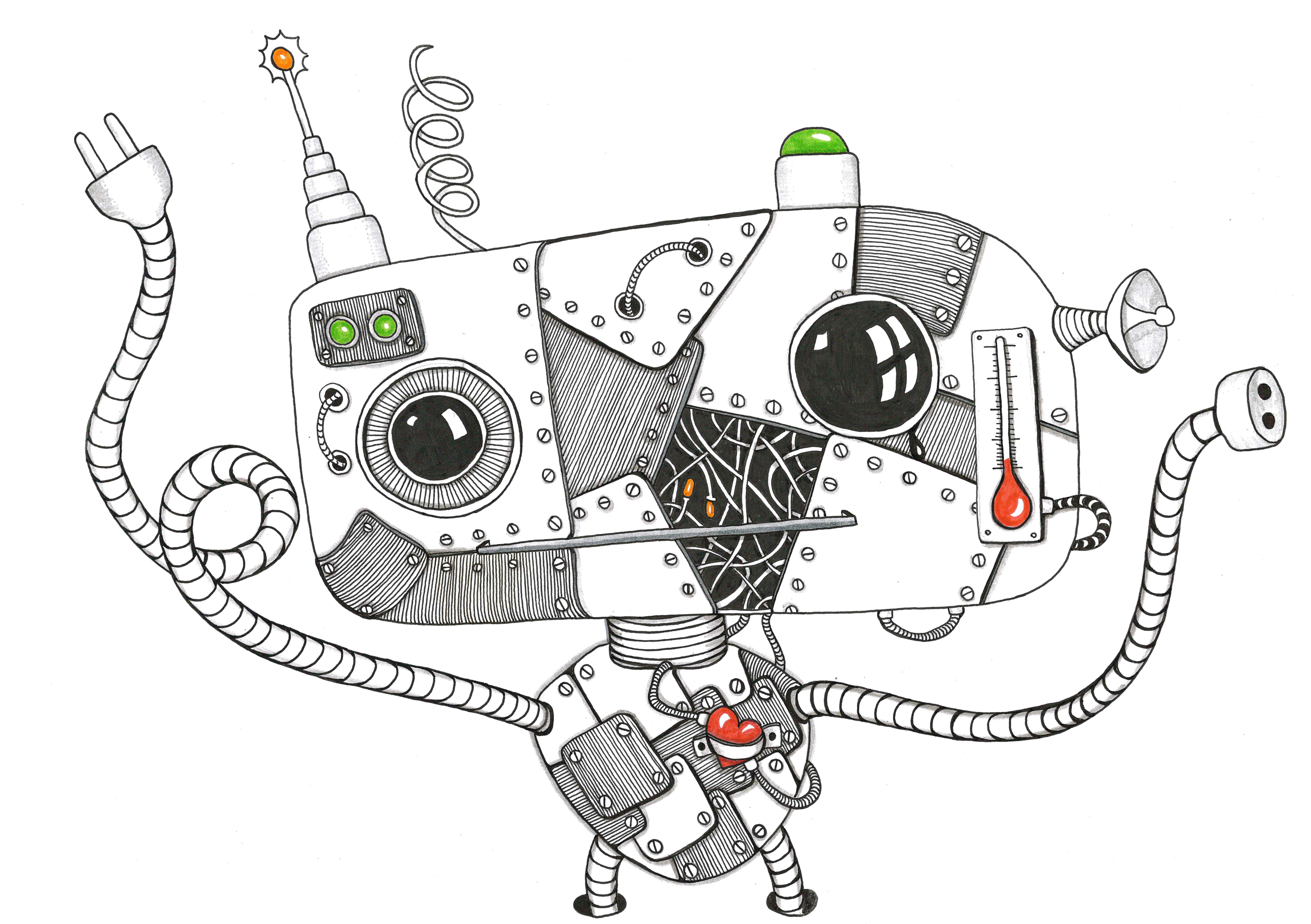
En robot
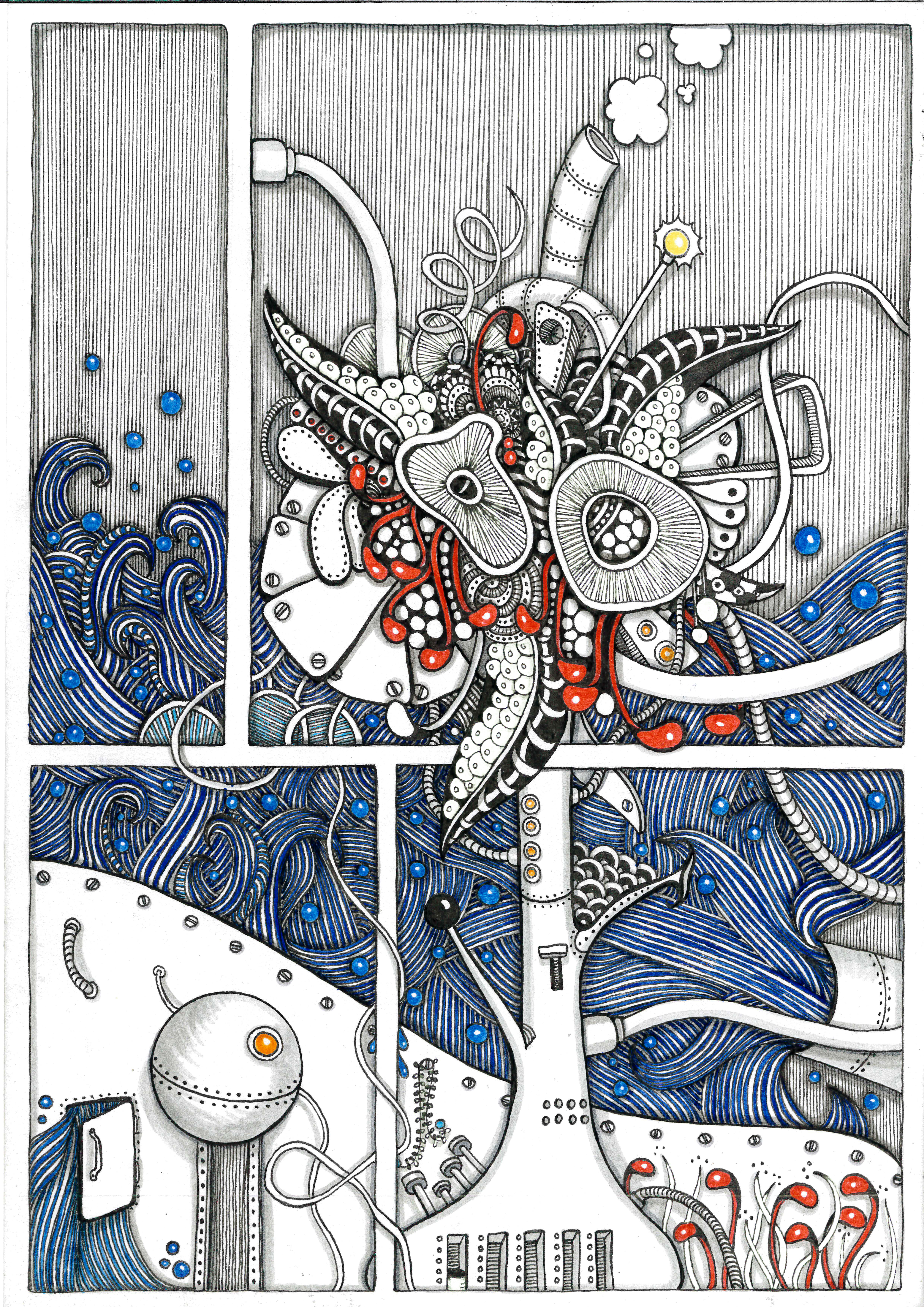
Sammanhängande motiv i serierutor
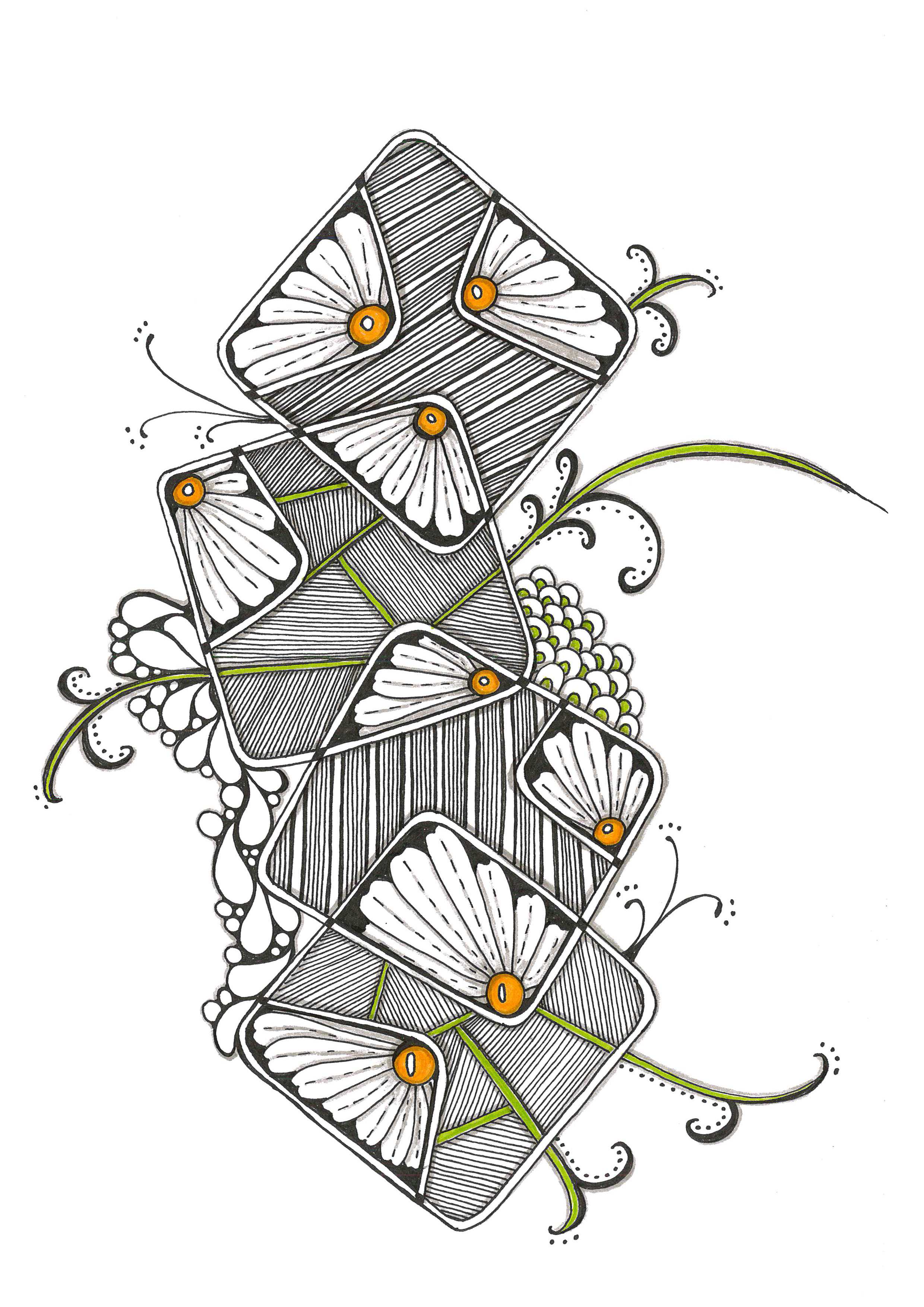
Korgblommiga växter
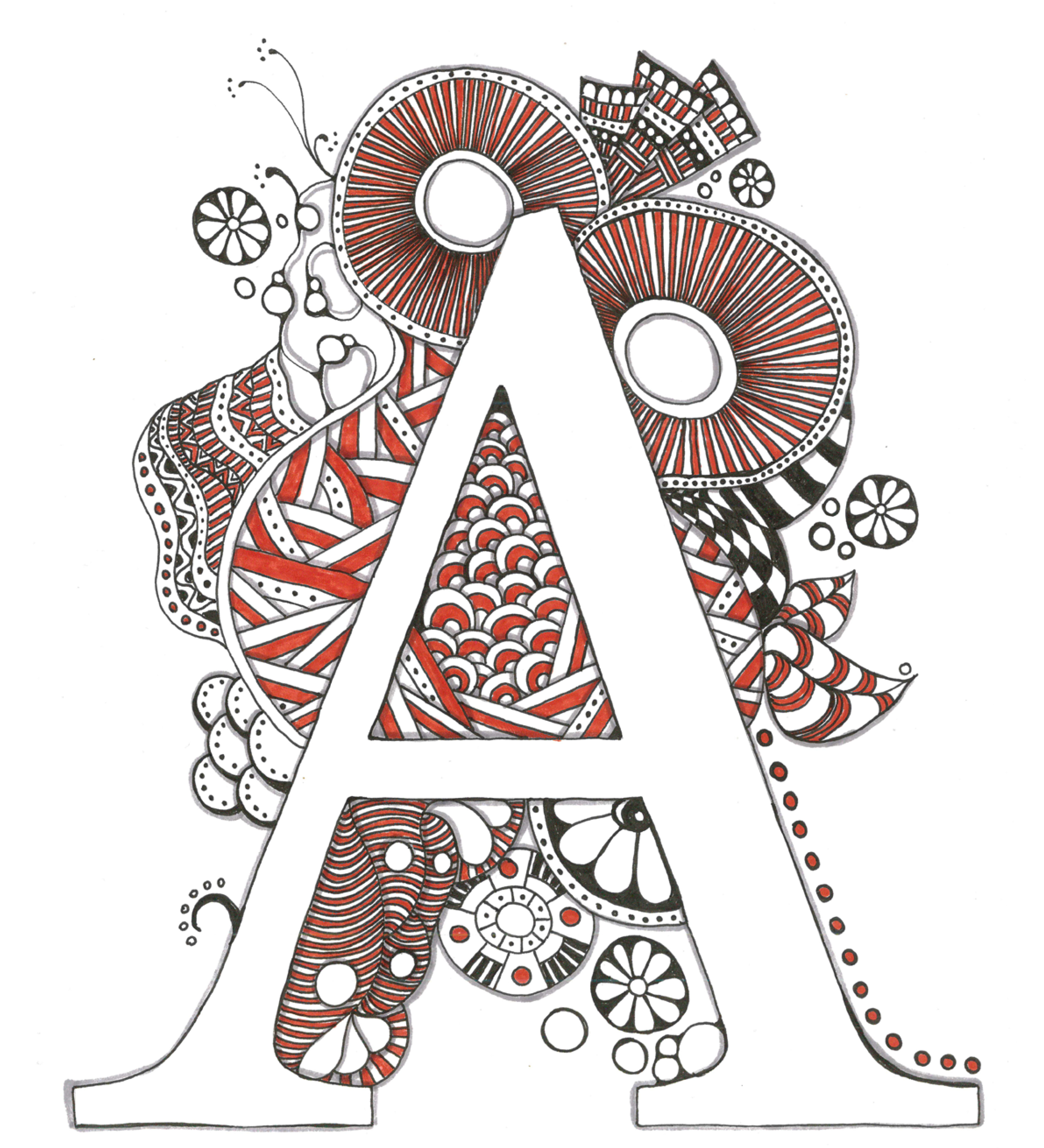
Bokstaven A enligt Emma
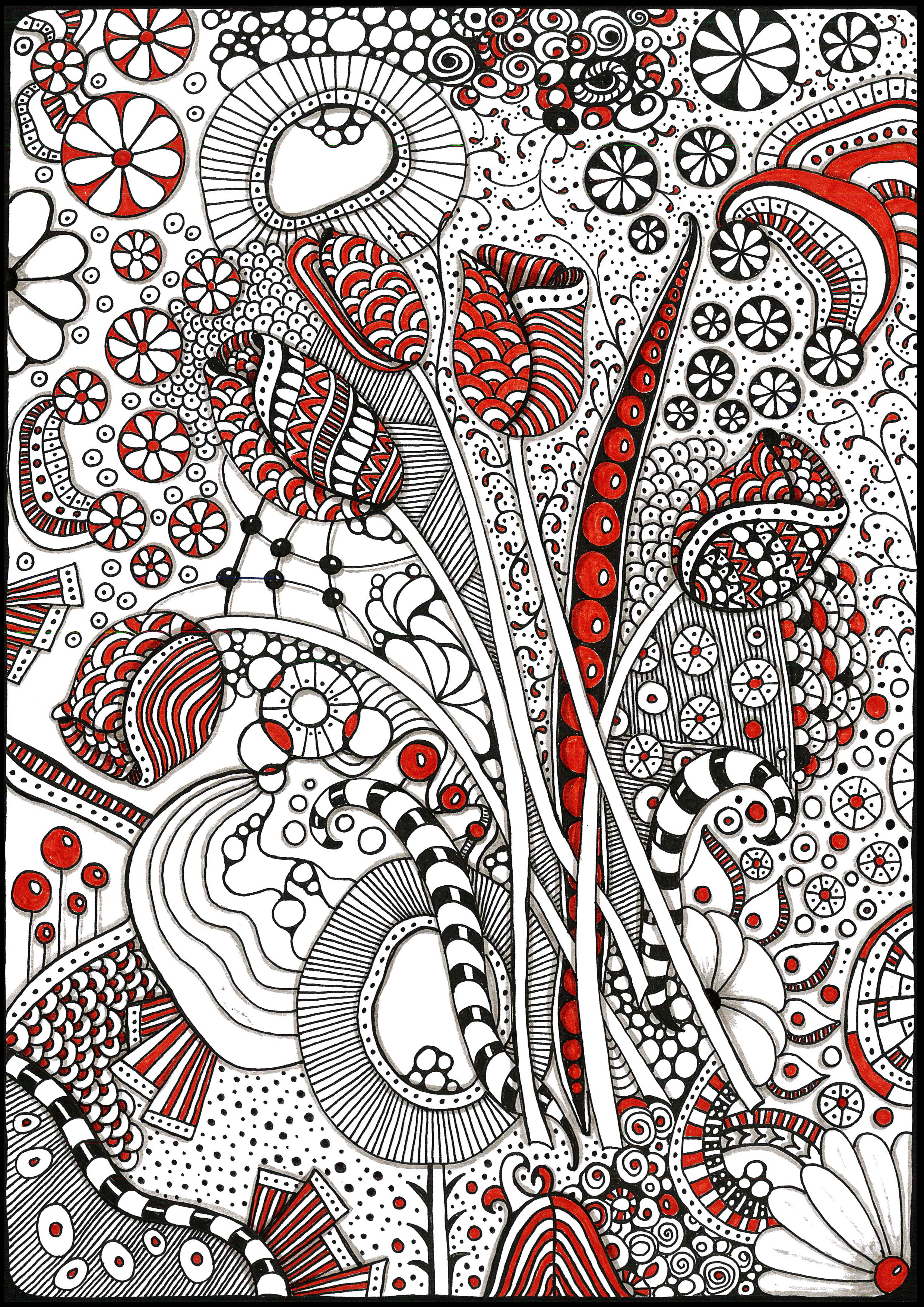
Tulpaner
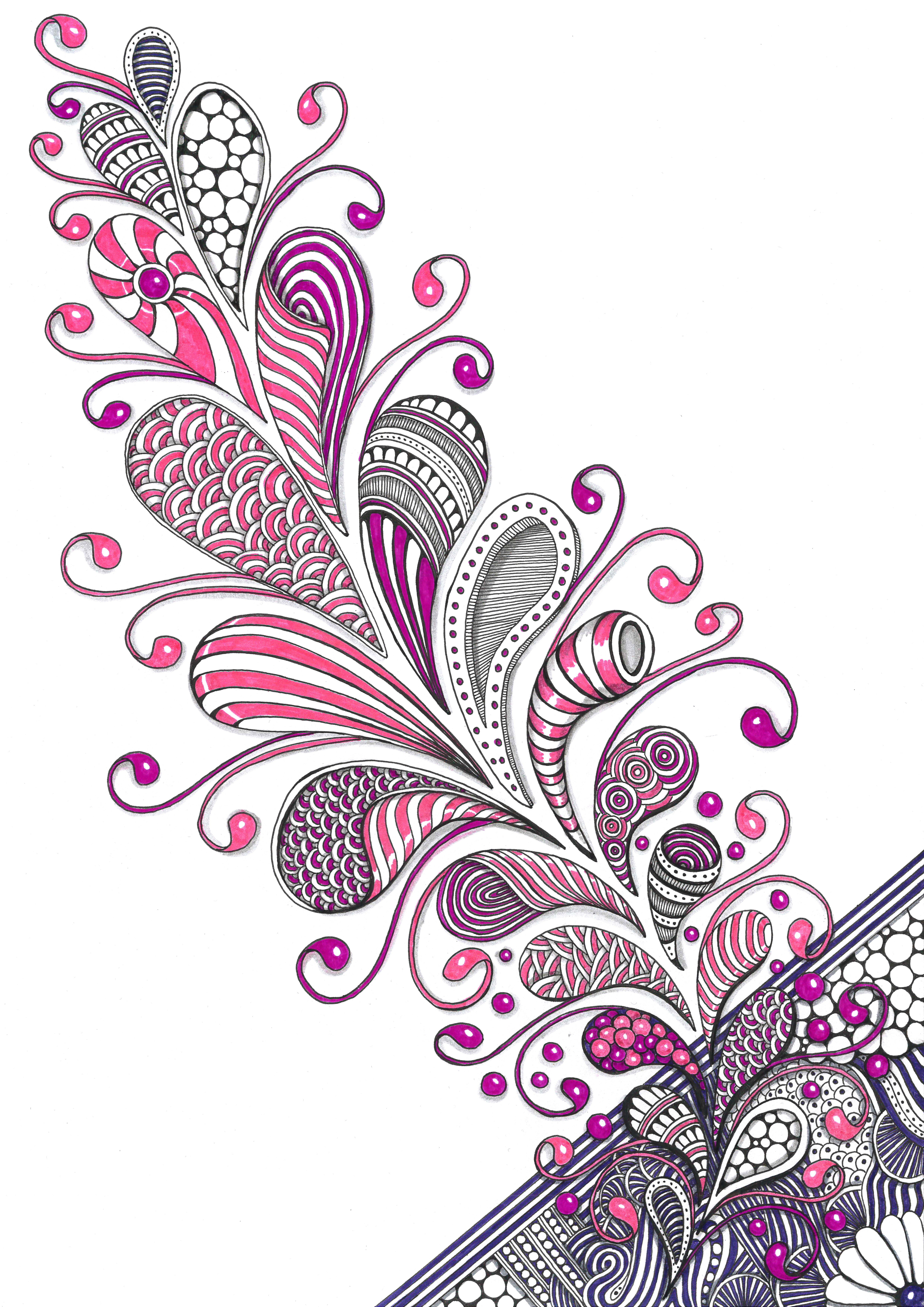